# Parthenicus brindleyi
Parthenicus brindleyi är en insektsart som beskrevs av Knight 1968. Parthenicus brindleyi ingår i släktet Parthenicus och familjen ängsskinnbaggar. Inga underarter finns listade i Catalogue of Life.